# Гонголін-Заходні
Ґонґолін-Заходні (пол. Gągolin Zachodni) — село в Польщі, у гміні Коцежев-Полудньовий Ловицького повіту Лодзинського воєводства.
Населення — 83 особи (2011).
У 1975-1998 роках село належало до Скерневицького воєводства.

## Демографія
Демографічна структура станом на 31 березня 2011 року:
|          | Загалом | Допрацездатний вік | Працездатний вік | Постпрацездатний вік |
| -------- | ------- | ------------------ | ---------------- | -------------------- |
| Чоловіки | 43      | 12                 | 26               | 5                    |
| Жінки    | 40      | 6                  | 22               | 12                   |
| Разом    | 83      | 18                 | 48               | 17                   |